# Ilulu
Ilulu or Elulu, según la Lista Real Sumeria, fue uno de los cuatro reyes rivales del Imperio acadio, que gobernaron durante tres años, después de la muerte de Sharkalisharri.
La Lista Real Sumeria, detrás del nombre de Sharkalisharri, registra lo siguiente:
<<¿Quién fue rey? ¿Quién no fue rey?
¿Fue rey Igigi?, ¿Fue rey Imi?, ¿Fue rey Nanum?, ¿Fue rey Ilulu?. Los cuatro ejercieron el poder real, y gobernaron conjuntamente durante 3 años>>.
Aunque, prácticamente no hay evidencia que date este breve período de tiempo, se piensa que corresponde con las primeras incursiones de los guti en territorio acadio, y se ha sugerido que Ilulu podría identificarse con el rey guti, de nombre Elulumesh.